# Chef Aid: The South Park Album
Albums de divers artistes
South Park: Bigger, Longer & Uncut
(1999)
Chef Aid: The South Park Album est un album basé sur l'épisode Chef Aid de la série d'animation américaine South Park, créée par Matt Stone et Trey Parker. L'album est moyennement bien accueilli ; Michael Galluci du site AllMusic attribue un 2,5 sur 5 à l'album. Sur le site Austin Chronicle, il obtient un 3 sur 5.

## Liste des titres
1. South Park Theme (Primus) – 0:40
2. Nowhere to Run (Ozzy Osbourne/DMX/Ol' Dirty Bastard/The Crystal Method/Fuzzbubble) – 4:40
3. Chocolate Salty Balls (P.S. I Love You) (Chef) – 3:55
4. Brad Logan (Rancid) – 2:16
5. Come Sail Away (Eric Cartman) – 5:12
6. Kenny's Dead (Master P.) – 3:24
7. Simultaneous (Chef) – 3:17
8. Will They Die 4 You? (Mase/Diddy/Lil' Kim/System of a Down) – 3:52
9. Hot Lava (Perry Farrell et DVDA) – 3:50
10. Bubblegoose (Wyclef Jean avec Stan, Kyle, Kenny and Cartman) – 2:52
11. No Substitute (Chef) – 4:47
12. Wake Up Wendy (Elton John) – 5:58
13. Horny (Mousse T. vs. Hot 'N' Juicy) – 3:31
14. Huboon Stomp (Devo) – 3:21
15. Love Gravy (Rick James et Ike Turner) – 4:01
16. Feel Like Makin' Love (Ned Gerblansky) – 3:26
17. The Rainbow (Ween) – 2:45
18. Tonight is Right For Love (Chef et Meat Loaf) – 3:03
19. It's a Rockin' World (Joe Strummer) – 2:31
20. Mephisto and Kevin (Primus) – 5:18
21. Mentally Dull (Think Tank Remix) (Vitro avec l'équipe de South Park) – 4:34